# Leach
Leach és una concentració de població designada pel cens dels Estats Units a l'estat d'Oklahoma. Segons el cens del 2000 tenia 220 habitants.

## Demografia
Segons el cens del 2000, Leach tenia 220 habitants, 81 habitatges, i 66 famílies. La densitat de població era de 13,6 habitants per km².
Dels 81 habitatges en un 38,3% hi vivien nens de menys de 18 anys, en un 67,9% hi vivien parelles casades, en un 9,9% dones solteres, i en un 17,3% no eren unitats familiars. En el 16% dels habitatges hi vivien persones soles el 3,7% de les quals corresponia a persones de 65 anys o més que vivien soles. El nombre mitjà de persones vivint en cada habitatge era de 2,72 i el nombre mitjà de persones que vivien en cada família era de 2,99.
Per edats la població es repartia de la següent manera: un 28,6% tenia menys de 18 anys, un 8,2% entre 18 i 24, un 26,4% entre 25 i 44, un 26,4% de 45 a 60 i un 10,5% 65 anys o més.
L'edat mediana era de 32 anys. Per cada 100 dones de 18 o més anys hi havia 109,3 homes.
La renda mediana per habitatge era de 30.972 $ i la renda mediana per família de 31.964 $. Els homes tenien una renda mediana de 23.646 $ mentre que les dones 24.375 $. La renda per capita de la població era d'11.119 $. Entorn del 17,3% de les famílies i el 18,3% de la població estaven per davall del llindar de pobresa.

## Poblacions més properes
El següent diagrama mostra les poblacions més properes.